# Julie Bowen
Pour les articles homonymes, voir Bowen.
Julie Bowen est une actrice américaine née le 3 mars 1970 à Baltimore dans le Maryland aux États-Unis.
Elle est révélée, à la télévision, grâce aux rôles de Carol Vessey dans la série télévisée tragi-comique Ed (2000-2004), et celui de Denise Bauer dans la série judiciaire Boston Justice (2005-2008).
De 2009 à 2020, elle joue le rôle de Claire Dunphy dans la série comique Modern Family qui lui vaut notamment de remporter, à deux reprises, le Primetime Emmy Award de la meilleure actrice dans un second rôle dans une série télévisée comique.

## Biographie

### Enfance et formation
Julie Bowen Luetkemeyer est née à Baltimore (Maryland), le 3 mars 1970. Seconde de trois filles, sa famille a des origines anglaises, irlandaises, françaises et allemandes. Faisant partie de la haute société de Baltimore, elle grandit dans la banlieue chic de Ruxton et suit sa scolarité à la Garrison Forest School ainsi qu'a la Saint George's School.
Excellant au lycée et présidente du club de théâtre, elle s'inscrit ensuite à l’université Brown pour suivre des cours d'Histoire de l'Art. Elle se spécialise ensuite dans des études de Renaissance italienne et part vivre un an, à Florence.
En retournant aux États-Unis, elle tenta une première apparition dans le film indépendant Five Spot Jewel avant la réception de son diplôme. Ce rôle fut suffisamment significatif pour décrocher un agent avec la perspective d’une carrière.
Julie Bowen déménagea ensuite à New York, sur les conseils de son agent tout en continuant ses études. Dans la Big Apple, elle passa trois années d’études et assista à des festivals de Shakespeare.

### Débuts au cinéma et à la télévision
Elle a participé à plusieurs publicités et a interprété son premier rôle solide dans Amoureusement vôtre, un drame daytime. Julie Bowen apparaît ensuite dans un film d’étudiant dirigé par Edward Burns (qui a continué à faire des films comme les Frères McMullen et les Trottoirs de New York).
Elle déménagea à Los Angeles en 1994, pour y passer des castings. Il lui aura fallu seulement quelques semaines pour obtenir le rôle principal dans le téléfilm Runaway Daughters. Bowen poursuivit cette poussée vers le haut avec un rôle récurrent dans la série d’aventure Extreme, ce qui lui ouvrit un peu plus l’accès à des productions plus importantes.
Entre 1996 et 1997, elle se concentre sur le cinéma. Elle incarne le premier rôle féminin de la comédie Happy Gilmore avec Adam Sandler, elle joue un second rôle dans la comédie romantique Mes doubles, ma femme et moi, avec Michael Keaton et Andie MacDowell, en tête d'affiches. Puis, elle intervient dans la comédie horrifique Le Loup-garou de Paris avec Tom Everett Scott et la française Julie Delpy.
En 1998, elle a été embauchée pour jouer un des personnages principaux dans Three, une nouvelle série d’espion prometteuse sur The WB. Mais la popularité d’autres shows sur le réseau comme le Dawson's Creek, conduit à l’annulation de la série.
Après un rôle principal dans le film UPN futuriste The Last Man On Planet Earth, Bowen décroche un rôle récurrent dans la série médicale populaire Urgences, entre 1998 et 1999. Elle intervient ensuite dans deux épisodes d'Oh Baby, une série comique inédite en France, puis dans un épisode de Dawson avant de décrocher un rôle qui marquera un premier tournant dans sa carrière.

### Premier succès et révélation

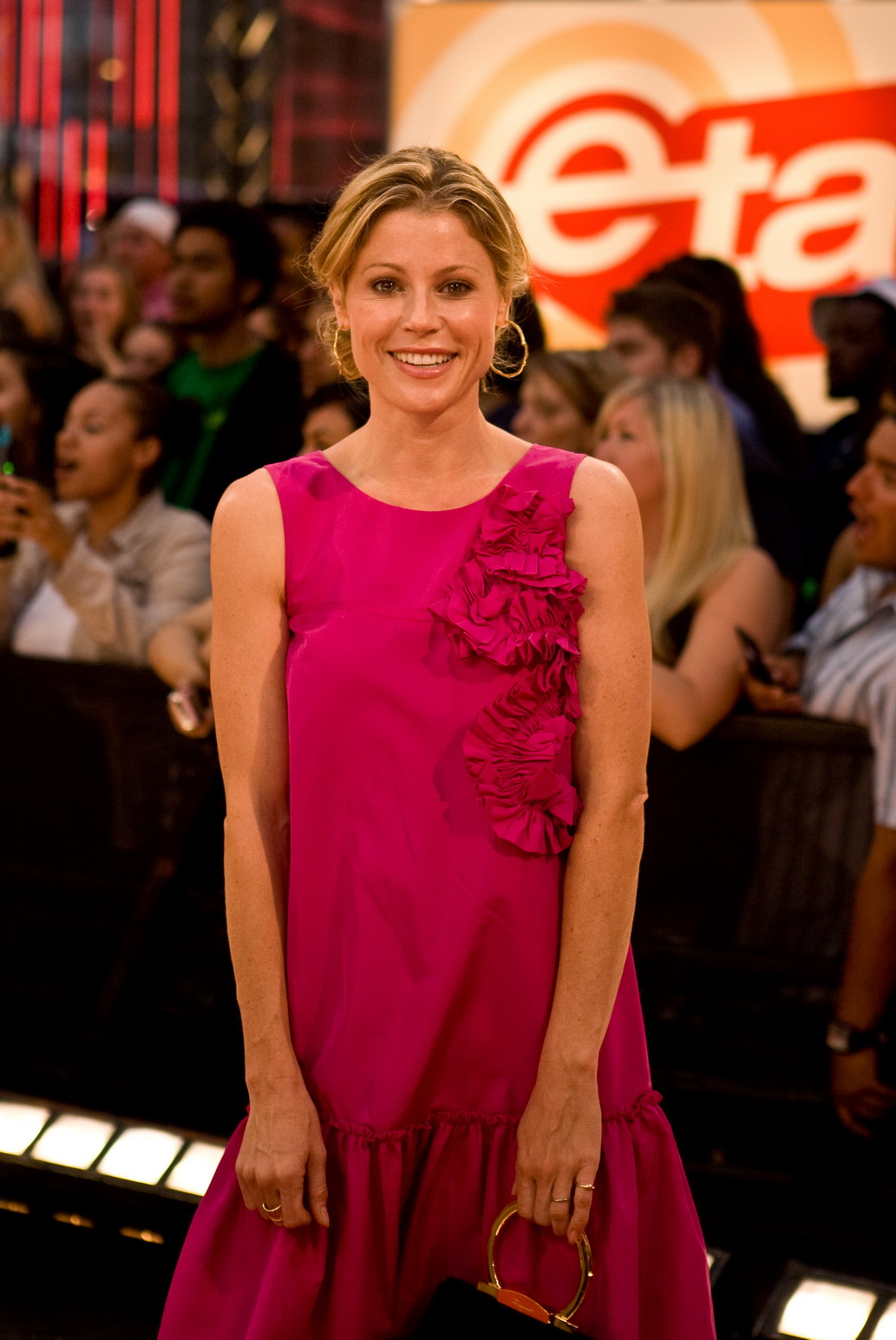
Au Festival international du film de Toronto 2008.

Elle obtint le rôle de Carol Vessey dans Ed, une série tragi-comique de NBC. La série débuta en 2000 et devint rapidement l'un des shows favoris des critiques et révèle l'actrice au grand public. Elle restera fidèle à ce personnage, pendant les quatre saisons et les 83 épisodes.
Entre-temps, elle tourne tout de même pour le cinéma et intervient dans les comédies romantiques Amy's Orgasm et Venus and Mars, ainsi que la comédie Super Papa (2001) et le thriller You're Killing Me.... Sans connaître de réel succès.
En 2005, peu de temps après l'arrêt d'Ed, elle joue dans la comédie Kids in America qui passe inaperçue, puis signe pour un rôle récurrent dans la série Lost : Les Disparus, interprétant la femme du personnage joué par Matthew Fox, apparaissant essentiellement en flashback. Elle apparaîtra, au total, dans cinq épisodes, répartis jusqu'en 2007.
Mais cette année-là, elle signe surtout pour le rôle de Denise Bauer dans la série judiciaire Boston Justice. Cette série est adoubée par la critique et multi-récompensée ; elle a notamment remporté, à trois reprises, le Screen Actors Guild Award de la meilleure distribution pour une série télévisée comique.
En 2007, elle seconde Simon Baker et Winona Ryder dans la comédie dramatique Sex and Death 101. La série Boston Justice est finalement arrêtée au bout de 52 épisodes et 5 saisons.

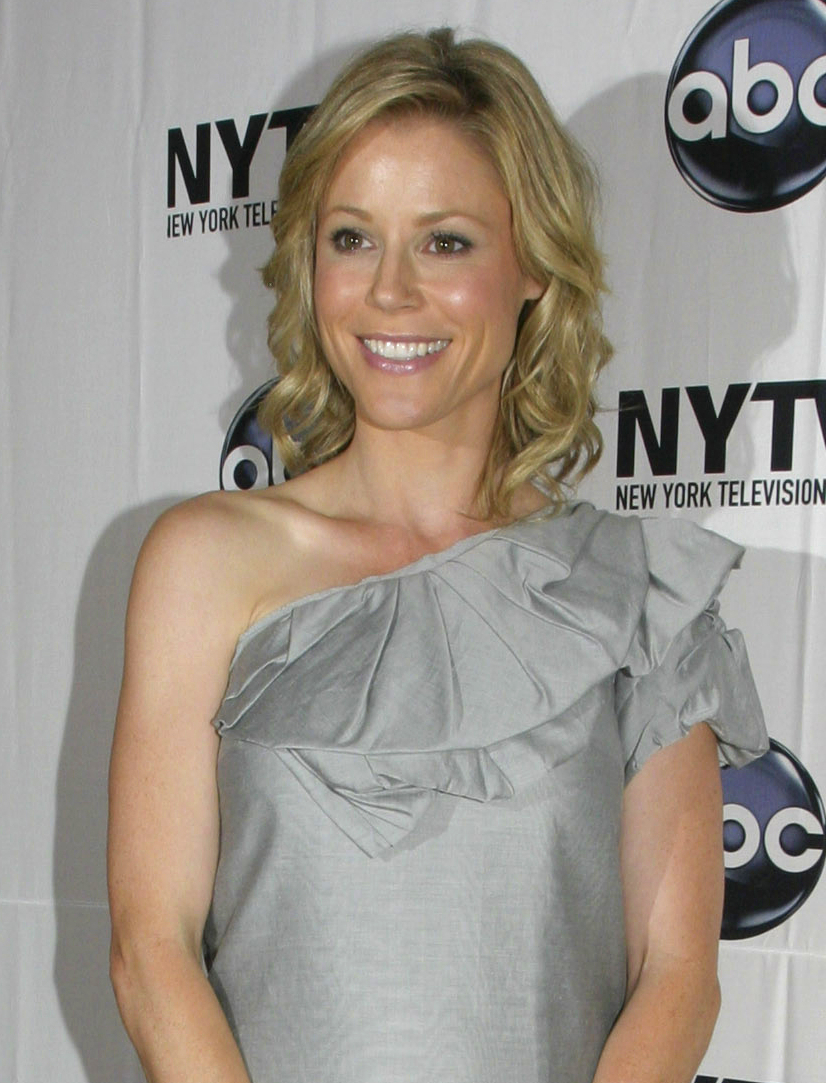
Au Festival du film de New York, en 2009.

Julie Bowen enchaîne et joue dans un épisode de New York, unité spéciale puis elle décroche un rôle récurrent dans la quatrième saison de la série, bien installée et plébiscitée, Weeds. Ce qui lui permet de faire partie du casting nommée pour l'Actor de la meilleure distribution, en 2009 (une quatrième nomination consécutive pour l'actrice).

### Modern Familyet consécration
2009 est justement l'année où elle signe pour jouer l'un des rôles principaux de la série comique Modern Family, diffusée sur le réseau ABC. Cette série comique, au format de documentaire parodique dans lequel les personnages regardent parfois la caméra, brisant le quatrième mur, permet à l'actrice de confirmer son statut de star du petit écran et lui vaut la reconnaissance des critiques. La série en elle-même reçoit aussi des critiques dithyrambiques de la part de la presse spécialisée. Elle a été décrite par de nombreux médias (Entertainment Weekly, Ausiello, Time) comme « la meilleure nouvelle comédie de l'année »,,.

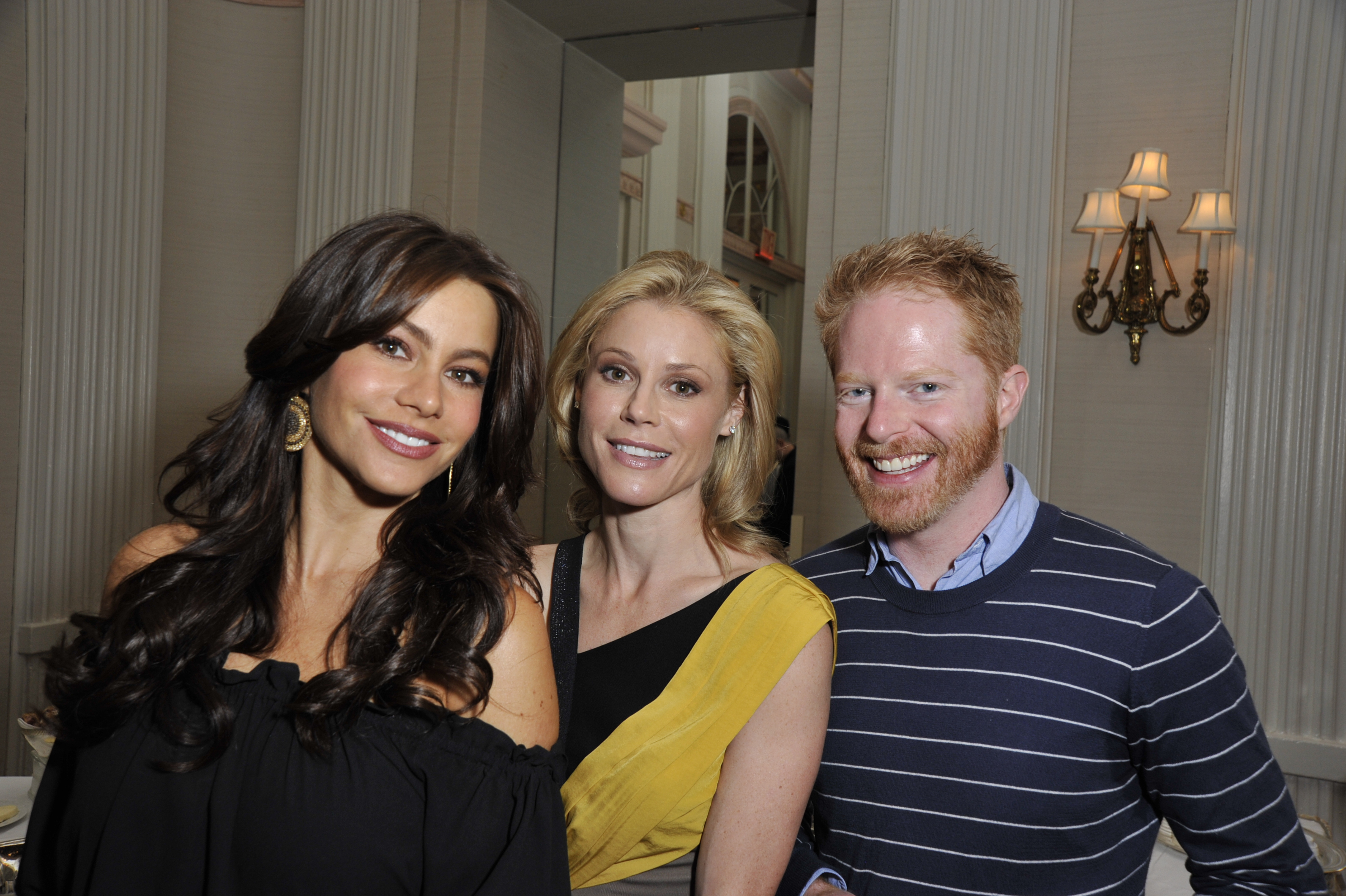
Sofía Vergara, Julie Bowen et Jesse Tyler Ferguson, récompensés lors des Peabody Awards 2010, pour la série télévisée Modern Family.

L'interprétation de l'actrice est saluée et lui permet, enfin, d'être récompensée. En 2011 et 2012, elle remporte le Primetime Emmy Award de la meilleure actrice dans un second rôle dans une série télévisée comique. Elle gagne également le Critics' Choice Television Award de la meilleure actrice dans un second rôle dans une série télévisée comique.
Côté cinéma, en 2010, elle joue un second rôle dans la comédie de Tim Allen, Crazy on the Outside avec Sigourney Weaver et Ray Liotta. Puis, elle connaît également le succès avec des seconds rôles. Dans la comédie romantique remarquée Jumping the Broom, portée par Paula Patton et Angela Bassett ainsi que le grand succès de Comment tuer son boss ?.
En 2012, elle rejoint le drame indépendant Knife Fight avec Rob Lowe, Jennifer Morrison, Jamie Chung et Carrie-Anne Moss. En 2014, elle est élue meilleure actrice dans une série télévisée comique lors du Festival de Monte-Carlo, cette année-là, elle prête sa voix pour les besoins d'un épisode de la série Les Griffin.

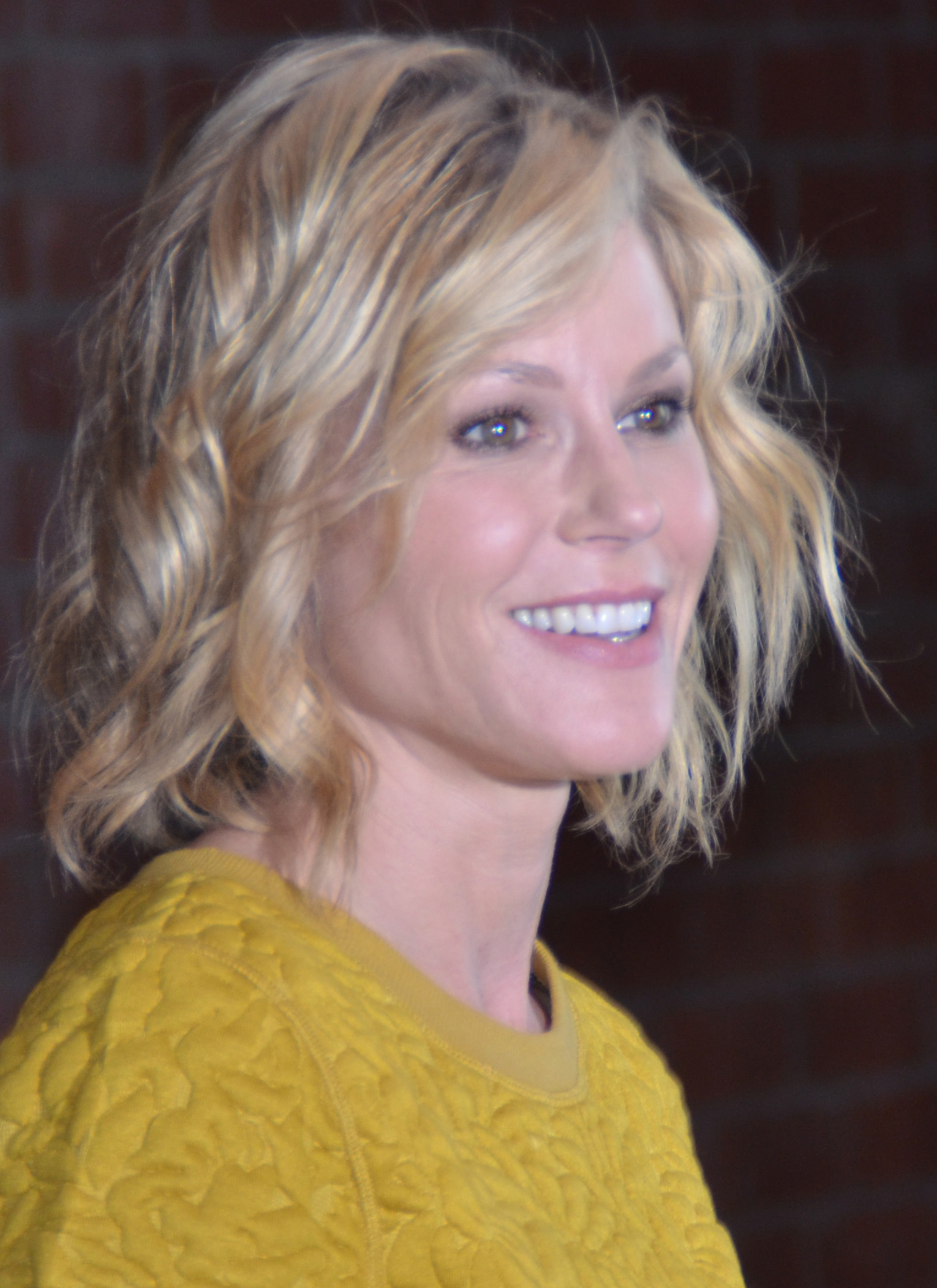
Bowen en octobre 2014

En 2015, elle reçoit une citation pour son travail de doublage dans le film d'animation Planes 2 et intervient dans un épisode de Childrens Hospital, jouant la Première dame.
Entre 2016 et 2017, elle continue d'être citée, de même que l'ensemble du casting, pour la série télévisée Modern Family, lors de prestigieuses cérémonies de remises de prix, confirmant le succès du show.
2017 est aussi l'année où l'actrice s'engage à prêter sa voix pour le personnage de la Reine Arianna dans la série d'animation Raiponce, la série. Elle apparaît aussi dans un épisode de The Mindy Project.
Au cinéma, elle tourne la comédie Life of the Party de Ben Falcone avec Melissa McCarthy dans le rôle principal, une production commercialisée courant 2018. L'année suivante, elle réalise un court métrage ainsi qu'un épisode de la saison 10 de Modern Family, puis, il est annoncé que la série serait renouvelée pour une onzième et dernière saison.
Elle est l'une des égéries de la marque de cosmétiques Neutrogena.

## Vie privée
Julie Bowen est mariée à Scott Phillips, un magnat de l’immobilier, de septembre 2004 jusqu’en janvier 2018, date à laquelle le couple annonce divorcer après plus de 13 ans de vie commune.
Le 10 avril 2007, Julie Bowen a donné naissance à son premier enfant, Olivier McLanahan Phillips. À noter que Julie a perdu les eaux sur le tournage de Boston Justice, où son personnage, Denise, attend l'enfant de son ami et collègue, l'avocat associé Brad Chase.
Le 8 mai 2009, l'actrice a donné naissance à des jumeaux, Gus et John. Elle était, à l'époque du tournage de l'épisode pilote de la série Modern Family, enceinte de 8 mois et demi.
Elle dispose d'un stimulateur cardiaque (pacemaker), depuis l'âge de 20 ans à la suite d'une maladie du cœur. Ce n'est qu'une sécurité pour l'actrice qui explique l'activer uniquement lorsqu'elle ressent que son cœur bat à un rythme trop faible.

## Filmographie

### Cinéma

#### Longs métrages
- 1992 : Five Spot Jewel de John O'Hagan : rôle non communiqué
- 1996 : Confessions of a Sleep Addict d'Erica Rothschild : P. J.
- 1996 : Happy Gilmore de Dennis Dugan : Virginia Venit
- 1996 : Mes doubles, ma femme et moi d'Harold Ramis: Robin
- 1997 : Le Loup-garou de Paris d'Anthony Waller : Amy Finch
- 2001 : Amy's Orgasm de Julie Davis : Nikki
- 2001 : Venus and Mars d'Harry Mastrogeorge: Lisa
- 2001 : Super Papa de John Pasquin : Meg Harper
- 2002 : Stella Shorts 1998-2002 de Michael Ian Black, Michael Showalter et David Wain : Mère nature -directement sorti en vidéo-
- 2003 : You're Killing Me... d'Anthony Stutz : Jamie Quinn
- 2005 : Kids in America de Josh Stolberg (en) : Principale Weller
- 2005 : Partner(s) de Dave Diamond : Katherine
- 2007 : Sex and Death 101 de Daniel Waters : Fiona Wormwood
- 2010 : Crazy on the Outside de Tim Allen : Christy
- 2011 : Conception de Josh Stolberg : Tiffany
- 2011 : Jumping the Broom de Salim Akil : Amy
- 2011 : Comment tuer son boss ? de Seth Gordon : Rhonda Harken
- 2012 : Knife Fight de Bill Guttentag : Peaches
- 2018 : La Reine de la fête (Life of the Party) de Ben Falcone : Marcie
- 2020 : Hubie Halloween de Steven Brill
- 2021 : The Fallout de Megan Park : Patricia Cavell
- 2023 : Totally Killer de Nahnatchka Khan : Pam Hughes
- 2025 : Happy Gilmore 2 de Kyle Newacheck : Virginia Venit

#### Court métrage
- 2019 : Girl Code d'elle-même : Colleen

### Télévision

#### Téléfilms
- 1994 : Où sont mes enfants ? de George Kaczender : Kristie
- 1999 : Le Dernier Homme sur Terre de Les Landau : Hope Chayse

#### Séries télévisées
- 1983 : Amoureusement vôtre : Steffy
- 1993 : Lifestories: Families in Crisis : Chris (saison 1, épisode 6)
- 1993 : Promo 96 : Kristie Lewis (saison 1, épisode 14)
- 1993 : Agence Acapulco : Danielle Perkins (saison 1, épisode 10)
- 1994 : Runaway Daughters : Angie Gordon (saison 1, épisode 4)
- 1995 : Extrême : Andie McDermott (7 épisodes)
- 1996 : La Vie à cinq : Shelley (saison 2, épisode 11)
- 1996 : Drôle de chance : Leigh Anne (saison 1, épisode 13)
- 1998 : Three : Amanda Webb (saison 1, épisodes 1 et 2)
- 1998-1999 : Urgences : Roxanne Please (9 épisodes)
- 2000 : Oh Baby : Nikky (saison 2, épisodes 19 et 22)
- 2000 : Dawson : Tante Gwen (saison 3, épisode 19)
- 2000-2004 : Ed : Carol Vessey (83 épisodes)
- 2005 : Jake in Progress : Brooke (saison 1, épisodes 6, 10, 12 et 13)
- 2005-2007 : Lost : Les Disparus : Sarah Shephard (saison 1, épisode 20 - saison 2, épisodes 1 et 11 - saison 3, épisodes 1 et 22)
- 2007 : Wainy Days : Cheryl (saison 2, épisode 5)
- 2005-2008 : Boston Justice : Denise Bauer (52 épisodes)
- 2008 : Weeds : Lisa (saison 4, 7 épisodes)
- 2008 : New York, unité spéciale : Gwen Sibert (saison 10, épisode 1)
- 2008 : True Jackson : Claire Underwood (saison 1, épisode 8)
- 2009 : Monk : Marily Brody et Patrice Gesner (saison 7, épisode 14)
- 2009-2020 : Modern Family : Claire Dunphy (rôle principal - également réalisatrice de 1 épisode)
- 2015 : Childrens Hospital : Première dame (saison 6, épisode 2)
- 2016 : Better Things : elle-même (saison 1, épisode 1)
- 2017 : The Mindy Project : Daisy (saison 6, épisode 5)
- 2018 : LA to Vegas : Gwen (1 épisode)
- 2021 : Larry et son nombril : Gabby McAfee
- 2024 : Hysteria! : Linda Campbell

### Création de voix
- 2002 : La Ligue des justiciers : Aresia (voix, saison 1, épisodes 14 et 15)
- 2011 : Scooby-Doo : Mystères associés : Marion Spartan (voix, saison 1, épisode 22)
- 2013 : Scooby-Doo! Mecha Mutt Menace de Michael Goguen : Dr. Devon Albright (court-métrage)
- 2014 : Planes 2 de Roberts Gannaway : Lil' Dipper (voix)
- 2014-2017 : Les Griffin : Claire Dunphy / Elle-même (voix, saison 13, épisode 1 et saison 16, épisode 1)
- 2017 : Raiponce: Moi, j'ai un rêve de Torn Caulfield et Stephen Sandoval : La reine Arianna (voix)
- 2017-2019 : Raiponce, la série : La reine Arianna (voix)
- 2019-2021 : La Bande à Picsou : Lieutenant Pénombre (Penumbra) (voix, 7 épisodes)

## Distinctions

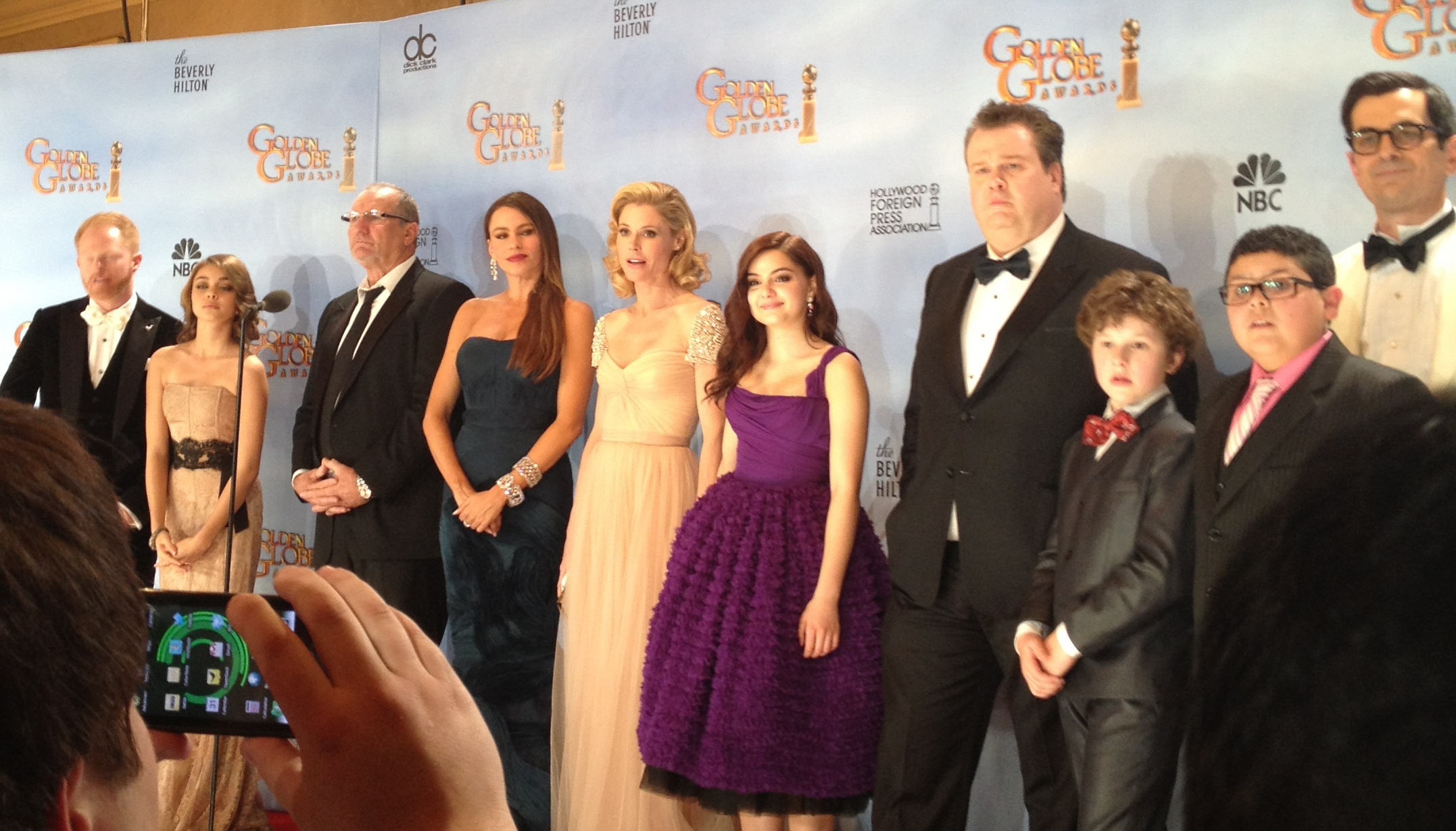
Le casting de Modern Family, Julie Bowen au centre, lors de la cérémonie des Golden Globes 2012.

Sauf indication contraire ou complémentaire, les informations mentionnées dans cette section proviennent de la base de données IMDb.

### Récompenses
- 2010 : Gold Derby Awards de la meilleure distribution dans une série télévisée comiquepour Modern Family (2009-2020) .
- 63e cérémonie des Primetime Emmy Awards 2011 : Primetime Emmy Award de la meilleure actrice dans un second rôle dans une série télévisée comique dans une série télévisée comique pour Modern Family (2009-2020) dans le rôle de Claire Dunphy.
- 17e cérémonie des Screen Actors Guild Awards 2011 : Screen Actors Guild Award de la meilleure distribution pour une série télévisée comique dans une série télévisée comique pour Modern Family (2009-2020) partagé avec Ed O'Neill, Sofía Vergara, Jesse Tyler Ferguson, Eric Stonestreet, Nolan Gould, Ariel Winter, Ty Burrell, Sarah Hyland et Rico Rodriguez.
- 2012 : Critics' Choice Television Award de la meilleure actrice dans un second rôle dans une série télévisée comique pour Modern Family (2009-2020) dans le rôle de Claire Dunphy.
- 64e cérémonie des Primetime Emmy Awards 2012 : Primetime Emmy Award de la meilleure actrice dans un second rôle dans une série télévisée comique dans une série télévisée comique pour Modern Family (2009-2020) dans le rôle de Claire Dunphy.
- 18e cérémonie des Screen Actors Guild Awards 2012 : Screen Actors Guild Award de la meilleure distribution pour une série télévisée comique pour Modern Family (2009-2020) partagé avec Frances Anderson, Ty Burrell, Jesse Tyler Ferguson, Nolan Gould, Sarah Hyland, Ed O'Neill, Rico Rodriguez, Eric Stonestreet, Sofía Vergara et Ariel Winter.

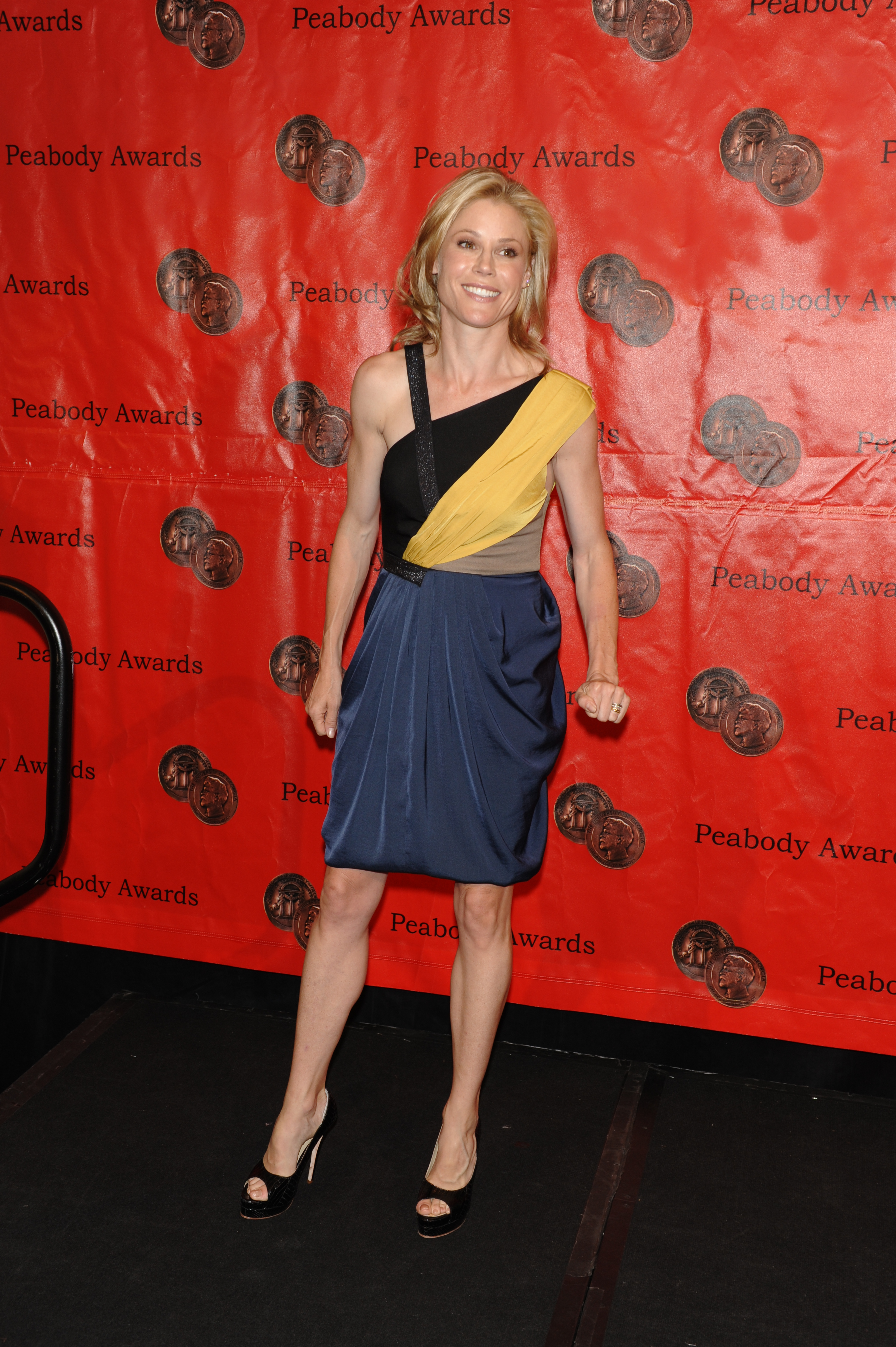
Aux Peabody Awards 2010.

- 19e cérémonie des Screen Actors Guild Awards 2013 : Screen Actors Guild Award de la meilleure distribution pour une série télévisée comique pour Modern Family (2009-2020) partagé avec Ty Burrell, Nolan Gould, Sarah Hyland, Jesse Tyler Ferguson, Eric Stonestreet, Ed O'Neill, Frances Anderson, Sofía Vergara, Ariel Winter et Rico Rodriguez.
- 2014 : Festival de télévision de Monte-Carlo de la meilleure actrice dans une série télévisée comique pour Modern Family (2009-2020) dans le rôle de Claire Dunphy.
- 20e cérémonie des Screen Actors Guild Awards 2014 : Screen Actors Guild Award de la meilleure distribution pour une série télévisée comique pour Modern Family (2009-2020) partagé avec Ty Burrell, Frances Anderson, Jesse Tyler Ferguson, Nolan Gould, Sarah Hyland, Ed O'Neill, Rico Rodriguez, Eric Stonestreet, Sofía Vergara et Ariel Winter.

### Nominations
- Online Film & Television Association 2001 :
  - Meilleure actrice dans une série télévisée comique pour Ed (2000-2004).
  - Meilleure actrice dans une nouvelle série télévisée comique pour Ed (2000-2004).
- 12e cérémonie des Screen Actors Guild Awards 2006 : Screen Actors Guild Award de la meilleure distribution pour une série télévisée dramatique pour Boston Justice (2005-2008).
- 13e cérémonie des Screen Actors Guild Awards 2007 : Screen Actors Guild Award de la meilleure distribution pour une série télévisée dramatique pour Boston Justice (2005-2008).
- 14e cérémonie des Screen Actors Guild Awards 2008 : Screen Actors Guild Award de la meilleure distribution pour une série télévisée dramatique pour Boston Justice (2005-2008).
- 14e cérémonie des Satellite Awards 2009 : Satellite Award de la meilleure actrice dans une série télévisée musicale ou comique  pour Modern Family (2009-2020) dans le rôle de Claire Dunphy.
- 15e cérémonie des Screen Actors Guild Awards 2009 : Screen Actors Guild Award de la meilleure distribution pour une série télévisée comique  pour Modern Family (2009-2020).
- 62e cérémonie des Primetime Emmy Awards 2010 : Primetime Emmy Award de la meilleure actrice dans un second rôle dans une série télévisée comique pour Modern Family (2009-2020) dans le rôle de Claire Dunphy.
- 2010 : Gold Derby Awards de la meilleure actrice dans un second rôle dans une série télévisée comique  pour Modern Family (2009-2020) dans le rôle de Claire Dunphy.
- 2010 : Online Film & Television Association Awards de la meilleure actrice dans un second rôle dans une série télévisée comique pour Modern Family (2009-2020) dans le rôle de Claire Dunphy.
- 15e cérémonie des Satellite Awards 2010 : [[Satellite Award de la meilleure actrice dans un second rôle]  pour Modern Family (2009-2020) dans le rôle de Claire Dunphy.
- 16e cérémonie des Screen Actors Guild Awards 2010 : Screen Actors Guild Award de la meilleure distribution pour une série télévisée comique pour Modern Family (2009-2020).
- 1re cérémonie des Critics' Choice Television Awards 2011 : Meilleure actrice dans un second rôle dans une série comique  our Modern Family (2009-2020) dans le rôle de Claire Dunphy.
- 2011 : Online Film & Television Association de la meilleure actrice dans un second rôle dans une série télévisée comique pour Modern Family (2009-2020) dans le rôle de Claire Dunphy.
- 2012 : Gold Derby Awards de la meilleure actrice dans un second rôle dans une série télévisée comique pour Modern Family (2009-2020) dans le rôle de Claire Dunphy.
- 2012 : Festival de télévision de Monte-Carlo de la meilleure actrice dans une série télévisée comique pour Modern Family (2009-2020) dans le rôle de Claire Dunphy.
- 2012 : Online Film & Television Association de la meilleure actrice dans un second rôle dans une série télévisée comique pour Modern Family (2009-2020) dans le rôle de Claire Dunphy.
- 18e cérémonie des Screen Actors Guild Awards 2012 : Screen Actors Guild Award de la meilleure actrice dans une série télévisée comique pour Modern Family (2009-2020) dans le rôle de Claire Dunphy.
- 2012 : TV Guide Awards de la meilleure actrice pour Modern Family (2009-2020) dans le rôle de Claire Dunphy.
- 65e cérémonie des Primetime Emmy Awards 2013 : Primetime Emmy Award de la meilleure actrice dans un second rôle dans une série télévisée comique pour Modern Family (2009-2020) dans le rôle de Claire Dunphy.
- 2013 : Gold Derby Awards de la meilleure actrice dans un second rôle dans une série télévisée comique pour Modern Family (2009-2020) dans le rôle de Claire Dunphy.
- 2013 : Online Film & Television Association de la meilleure actrice dans un second rôle dans une série télévisée comique pour Modern Family (2009-2020) dans le rôle de Claire Dunphy.
- 2013 : Festival de télévision de Monte-Carlo de la meilleure actrice dans une série télévisée comique pour Modern Family (2009-2020) dans le rôle de Claire Dunphy.
- 2014 : American Comedy Awards de la meilleure actrice dans un second rôle dans une série télévisée comique pour Modern Family (2009-2020) dans le rôle de Claire Dunphy.
- 2014 : Gold Derby Awards de la meilleure actrice dans un second rôle dans une série télévisée comique pour Modern Family (2009-2020) dans le rôle de Claire Dunphy.
- 2014 : Online Film & Television Association de la meilleure actrice dans un second rôle dans une série télévisée comique pour Modern Family (2009-2020) dans le rôle de Claire Dunphy.
- 66e cérémonie des Primetime Emmy Awards 2014 : Primetime Emmy Award de la meilleure actrice dans un second rôle dans une série télévisée comique pour Modern Family (2009-2020) dans le rôle de Claire Dunphy.
- 20e cérémonie des Screen Actors Guild Awards 2014 : Screen Actors Guild Award de la meilleure actrice dans une série télévisée comique pour Modern Family (2009-2020) dans le rôle de Claire Dunphy.
- 2014 : Women's Image Network Awards de la meilleure actrice dans une série télévisée comique pour Modern Family (2009-2020) dans le rôle de Claire Dunphy.
- 2015 : Behind the Voice Actors Awards du meilleur doublage féminin dans un film d'animation pour Planes 2 (2014).
- 2015 : Gold Derby Awards de la meilleure actrice dans un second rôle dans une série télévisée comique pour Modern Family (2009-2020) dans le rôle de Claire Dunphy.
- 2015 : Online Film & Television Association de la meilleure actrice dans un second rôle dans une série télévisée comique pour Modern Family (2009-2020) dans le rôle de Claire Dunphy.
- 2015 : Primetime Emmy Award de la meilleure actrice dans un second rôle dans une série télévisée comique pour Modern Family (2009-2020) dans le rôle de Claire Dunphy.
- 21e cérémonie des Screen Actors Guild Awards 2015 : Screen Actors Guild Award de la meilleure distribution pour une série télévisée comique pour Modern Family (2009-2020) dans le rôle de Claire Dunphy.
- 21e cérémonie des Screen Actors Guild Awards 2015 : Screen Actors Guild Award de la meilleure actrice dans une série télévisée comique pour Modern Family (2009-2020) dans le rôle de Claire Dunphy.
- 7e cérémonie des Critics' Choice Television Awards 2016 : Meilleure actrice dans un second rôle dans une série comique pour Modern Family (2009-2020) dans le rôle de Claire Dunphy.
- 22e cérémonie des Screen Actors Guild Awards 2016 : Screen Actors Guild Award de la meilleure distribution pour une série télévisée comique pour Modern Family (2009-2020).
- 23e cérémonie des Screen Actors Guild Awards 2017 : Screen Actors Guild Award de la meilleure distribution pour une série télévisée comique pour Modern Family (2009-2020).

## Voix francophones
En France, Gaëlle Savary est la voix régulière de Julie Bowen. Juliette Degenne l'a également doublée à quatre reprises.